# Ryan Sessegnon
Kouassi Ryan Sessegnon (Londres, Inglaterra, Reino Unido, 18 de mayo de 2000) es un futbolista británico que juega como centrocampista en el Fulham F. C. de la Premier League. Es el hermano gemelo del también futbolista Steven Sessegnon.

## Trayectoria
Fue ascendido por el entrenador Slaviša Jokanović, donde realizó la pretemporada 2016-17 con el primer equipo del Fulham F. C.
Para la fecha 1 no fue convocado, y en la segunda jornada fue citado por primera vez, donde estuvo en el banco de suplentes, donde no ingresó pero ganaron 2 a 1.
Ryan debutó como profesional el 9 de agosto de 2016, como el lateral izquierdo titular del partido contra el Leyton Orient en la primera ronda de la Copa de la Liga, donde ganaron 3 a 2. Utilizó la camiseta número 30, donde jugó con 15 años y 283 días.
El 16 de agosto jugó su primer partido por la Football League Championship, donde fue titular y empataron 1 a 1 ante el Leeds United F. C.
En la fecha 4, que se jugó el 20 de agosto, convirtió su primer gol oficial, pero empataron 2 a 2.
En su primera temporada como profesional, disputó 30 partidos con Fulham, de los cuales 26 fueron por el campeonato y 4 por copas nacionales, además contribuyó con 7 goles.
El 28 de junio de 2017 firmó su primer contrato profesional con el club hasta 2020, rechazó ofertas de otros clubes importantes como el Liverpool o el Tottenham Hotspur.
Durante la English Football League Championship 2017-18, Sessegnon ya lleva anotados 14 goles con 6 asistencias en 44 partidos siendo el extremo izquierdo titular del Fulham F. C., equipo que puja activamente por un ascenso. Este extraordinario rendimiento ha despertado el interés de grandes equipos como el Real Madrid, el Bayern de Múnich y el Paris Saint Germain.
En agosto de 20219 fichó por el Tottenham Hotspur. En su primera temporada disputó doce encuentros, en los que marcó un gol y dio una asistencia, y en octubre de 2020 fue prestado al TSG 1899 Hoffenheim hasta junio de 2021.
En junio de 2024 expiró su contrato con el Tottenham Hotspur y el mes siguiente regresó al Fulham F. C. después de llegar a un acuerdo por dos años.

## Selección nacional
Ha sido parte de la selección de Inglaterra en las categorías juveniles sub-16, sub-17, sub-19 y sub-21.
Fue convocado por primera vez el 29 de julio de 2015, por el entrenador Dan Micciche, para recibir a la selección estadounidense sub-16 y jugar amistosos en el St. George’s Park.
Debutó con los tres leones el 16 de agosto, jugó como titular un partido amistoso contra la sub-16 de Estados Unidos, estuvo los 80 minutos y empataron 2 a 2.
Debido a su gran nivel que mostró al debutar entre profesionales con su club, el 30 de septiembre de 2016 fue convocado por Keith Downing para jugar una serie de amistosos con la selección sub-19, dando dos años de ventaja.
En el 2017 fue parte de la selección de fútbol sub-19 de Inglaterra que se coronó campeona del Campeonato de Europa Sub-19 de la UEFA 2017. Ryan marcó 3 goles y fue parte del 11 ideal del torneo.
Su extraordinario rendimiento en las selecciones juveniles y en el Fulham lo pusieron en órbita de Gareth Southgate para la selección de fútbol de Inglaterra de cara a la Copa Mundial de Fútbol de 2018.

## Estadísticas

### Clubes
Actualizado al 25 de mayo de 2025.
| Club                               | Div.          | Temporada     | Liga  | Liga  | Liga   | Copas nacionales | Copas nacionales | Copas nacionales | Torneos internacionales | Torneos internacionales | Torneos internacionales | Total | Total | Total  |
| Club                               | Div.          | Temporada     | Part. | Goles | Asist. | Part.            | Goles            | Asist.           | Part.                   | Goles                   | Asist.                  | Part. | Goles | Asist. |
| ---------------------------------- | ------------- | ------------- | ----- | ----- | ------ | ---------------- | ---------------- | ---------------- | ----------------------- | ----------------------- | ----------------------- | ----- | ----- | ------ |
| Fulham F. C. Inglaterra            | 2.ª           | 2016-17       | 26    | 5     | 3      | 4                | 2                | 1                | ―                       | ―                       | ―                       | 30    | 7     | 4      |
| Fulham F. C. Inglaterra            | 2.ª           | 2017-18       | 49    | 16    | 8      | 3                | 0                | 0                | ―                       | ―                       | ―                       | 52    | 16    | 8      |
| Fulham F. C. Inglaterra            | 1.ª           | 2018-19       | 35    | 2     | 6      | 3                | 0                | 0                | ―                       | ―                       | ―                       | 38    | 2     | 6      |
| Tottenham Hotspur F. C. Inglaterra | 1.ª           | 2019-20       | 6     | 0     | 0      | 3                | 0                | 0                | 3                       | 1                       | 1                       | 12    | 1     | 1      |
| TSG 1899 Hoffenheim · Alemania     | 1.ª           | 2020-21       | 23    | 2     | 3      | 1                | 0                | 0                | 5                       | 0                       | 0                       | 29    | 2     | 3      |
| TSG 1899 Hoffenheim · Alemania     | Total club    | Total club    | 23    | 2     | 3      | 1                | 0                | 0                | 5                       | 0                       | 0                       | 29    | 2     | 3      |
| Tottenham Hotspur F. C. Inglaterra | 1.ª           | 2021-22       | 15    | 0     | 2      | 3                | 0                | 0                | 3                       | 0                       | 0                       | 21    | 0     | 2      |
| Tottenham Hotspur F. C. Inglaterra | 1.ª           | 2022-23       | 17    | 2     | 0      | 3                | 0                | 1                | 3                       | 0                       | 0                       | 23    | 2     | 1      |
| Tottenham Hotspur F. C. Inglaterra | 1.ª           | 2023-24       | 0     | 0     | 0      | 1                | 0                | 0                | ―                       | ―                       | ―                       | 1     | 0     | 0      |
| Tottenham Hotspur F. C. Inglaterra | Total club    | Total club    | 38    | 2     | 2      | 10               | 0                | 1                | 9                       | 1                       | 1                       | 57    | 3     | 4      |
| Fulham F. C. Inglaterra            | 1.ª           | 2024-25       | 16    | 4     | 2      | 6                | 0                | 2                | ―                       | ―                       | ―                       | 22    | 4     | 4      |
| Fulham F. C. Inglaterra            | Total club    | Total club    | 126   | 27    | 19     | 16               | 2                | 3                | 0                       | 0                       | 0                       | 142   | 29    | 22     |
| Total carrera                      | Total carrera | Total carrera | 187   | 31    | 24     | 27               | 2                | 4                | 14                      | 1                       | 1                       | 228   | 34    | 29     |

### Resumen estadístico
|                                | Partidos | Goles |
| ------------------------------ | -------- | ----- |
| Liga                           | 166      | 27    |
| Copas nacionales               | 18       | 2     |
| Copas internacionales          | 14       | 1     |
| Selección de Inglaterra sub-16 | 10       | 3     |
| Selección de Inglaterra sub-17 | 6        | 0     |
| Selección de Inglaterra sub-19 | 14       | 4     |
| Selección de Inglaterra sub-21 | 8        | 0     |
| Total                          | 236      | 37    |

## Palmarés

### Títulos internacionales
| Título                                 | Club (*)         | Sede    | Año  |
| -------------------------------------- | ---------------- | ------- | ---- |
| Campeonato de Europa Sub-19 de la UEFA | Selección sub-19 | Georgia | 2017 |

(*) Incluyendo la selección.